# Ryan Coogler
Ryan Kyle Coogler (Oakland, 23 maggio 1986) è un regista e sceneggiatore statunitense.
Ha diretto film di successo come Creed - Nato per combattere e Black Panther.

## Biografia
Coogler è nato il 23 maggio 1986 a Oakland, in California. Sua madre Joselyn (nata Thomas), è un'organizzatrice di comunità, e suo padre, Ira Coogler, è un addetto alla sorveglianza. Entrambi i genitori si sono laureati presso la California State University. Ha due fratelli Noah e Keenan. Suo zio, Clarence Thomas è uno scaricatore di porto di terza generazione, e l'ex segretario del tesoriere dell'International Longshore e Warehouse Union.
Ha vissuto a Oakland, fino a otto anni, per poi trasferirsi a Richmond in California. Durante la sua gioventù, giocava a calcio. Ha frequentato una scuola cattolica privata ed era bravo in matematica e scienze. Ha frequentato poi il Saint Mary's College of California e mentre era lì, il suo professore di inglese Rosemary Graham lo incoraggiò a intraprendere una carriera come sceneggiatore.
Ha conseguito un'altra borsa di studio per frequentare il Sacramento State, dove si è laureato in finanza e ha iniziato delle lezioni di cinema. Ha poi frequentato l'USC School of Cinematic Arts, dove ha fatto una serie di cortometraggi Dall'età di 21 anni lavora come consulente per i giovani detenuti presso il San Francisco's Juvenile Hall seguendo così le orme del padre, che ha a lungo condiviso la stessa professione. Mentre frequentava l'USC School of Cinematic Arts, ha diretto tre cortometraggi tutti premiati: Locks (premiato al Tribeca Festival), Gap e Fig.
Il suo primo lungometraggio, Prossima fermata Fruitvale Station, girato nel 2013, racconta la storia vera di Oscar Grant, ucciso dalla polizia della Bay Area Rapid Transit di Oakland (in California), nelle prime ore del 1º gennaio 2009. Il film è stato sviluppato e prodotto dall'attore e Premio Oscar Forest Whitaker. Dopo l'anteprima del film al Sundance Film Festival del 2013, dove ha vinto il Gran Premio della Giuria e il Premio del Pubblico come miglior film drammatico, The Weinstein Company ha acquisito i diritti di distribuzione per circa 2 milioni di $. Il film è stato proiettato nella sezione Un Certain Regard del Festival di Cannes 2013, dove ha vinto il Premio Avenir.
Il 24 luglio 2013 è stato annunciato che la MGM ha offerto al regista di dirigere uno spin-off di Rocky. Il titolo è Creed - Nato per combattere ed è incentrato su un uomo che segue le orme del padre, Apollo Creed, avendo come mentore il pugile ormai in pensione Rocky Balboa. Il ruolo del figlio di Creed viene offerto all'attore Michael B. Jordan, che si riunisce così al regista dopo il successo del film Prossima fermata Fruitvale Station. Le riprese sono iniziate nel gennaio 2015 a Filadelfia.

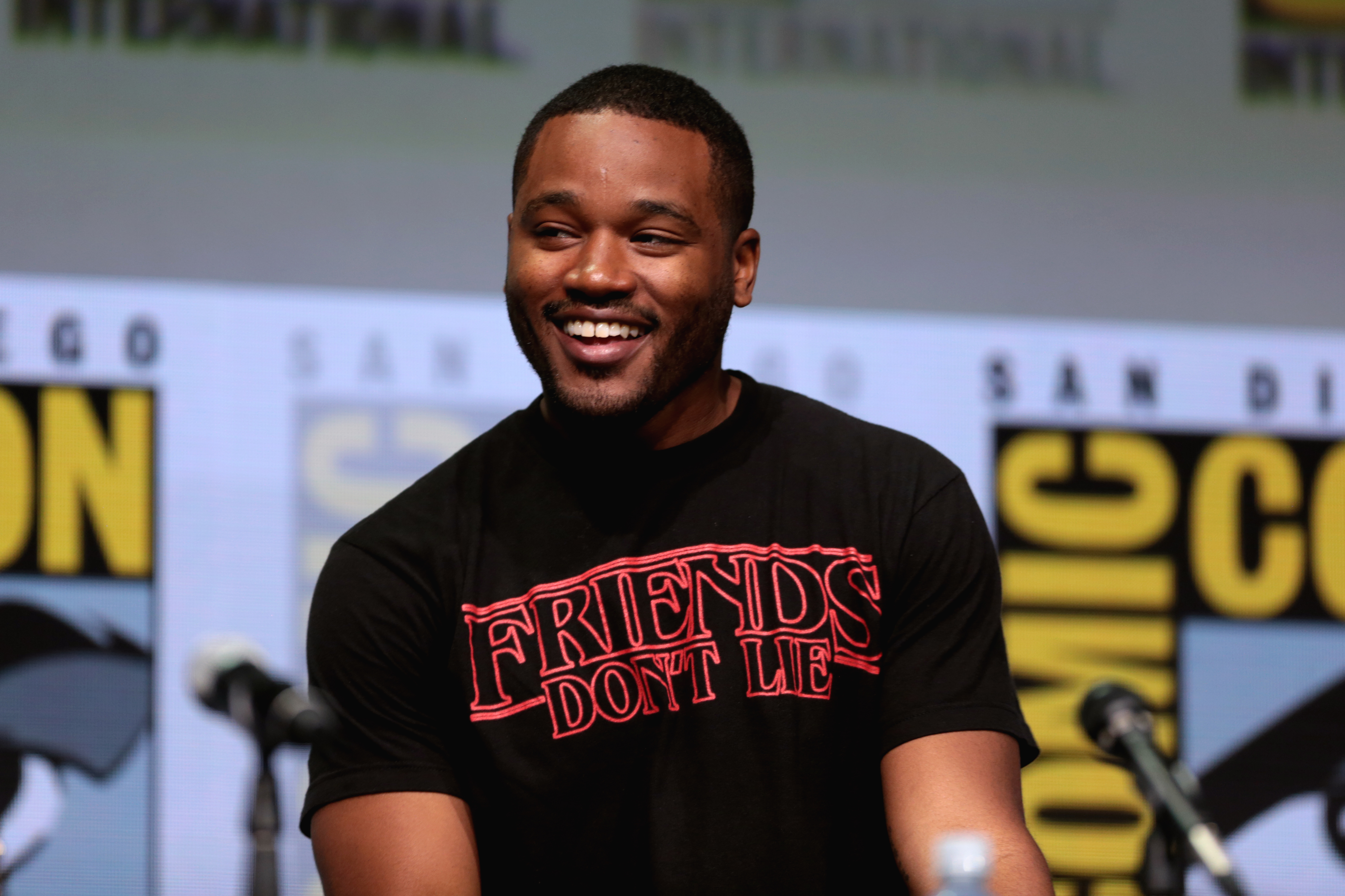
Coogler a luglio 2017

Nel gennaio del 2016 viene annunciato che Ryan Coogler dirigerà l'adattamento cinematografico del personaggio di Pantera Nera appartenente al Marvel Cinematic Universe previsto per il febbraio del 2018. Nel 2021 è stato il produttore di Space Jam: New Legends, diretto da Malcolm D. Lee e con protagonista LeBron James.

## Filmografia parziale

### Regista

#### Lungometraggi
- Prossima fermata Fruitvale Station (Fruitvale Station) (2013)
- Creed - Nato per combattere (Creed) (2015)
- Black Panther (2018)
- Black Panther: Wakanda Forever (2022)
- I peccatori (Sinners) (2025)

#### Cortometraggi
- Locks (2009)
- Fig (2011)
- The Sculptor (2013)

### Sceneggiatore

#### Lungometraggi
- Prossima fermata Fruitvale Station (Fruitvale Station) (2013)
- Creed - Nato per combattere (Creed) (2015)
- Black Panther (2018)
- Black Panther: Wakanda Forever (2022)
- I peccatori (Sinners) (2025)

### Produttore

#### Lungometraggi
- Creed II, regia di Steven Caple Jr. (2018)
- Judas and the Black Messiah, regia di Shaka King (2021)
- Space Jam: New Legends (Space Jam: A New Legacy), regia di Malcolm D. Lee (2021)
- Creed III, regia di Michael B. Jordan (2023)
- I peccatori (Sinners) (2025)

### Produttore esecutivo

#### Serie televisive
- Ironheart, regia di Sam Biley e Angela Barnes – miniserie TV, 6 puntate (2025)

#### Serie animate
- Eyes of Wakanda (2025)

### Attore
- Fig (2011)

## Riconoscimenti
- Premio Oscar
  - 2021 – Candidatura per il miglior film per Judas and the Black Messiah
  - 2023 – Candidatura per la miglior canzone originale per Lift Me Up
- Golden Globe
  - 2023 - Candidatura alla miglior canzone originale per Lift Me Up
- Black Reel Awards
  - 2014 - Candidatura al miglior regista per Fruitvale Station
  - 2014 - Candidatura per l'eccezionale sceneggiatura, adattata o originale per Fruitvale Station
  - 2019 - Miglior regista per Black Panther
  - 2019 - Candidatura alla miglior sceneggiatura per Black Panther
  - 2023 - Candidatura al miglior regista per Black Panther:Wakanda Forever
  - 2023 - Candidatura alla miglior sceneggiatura per Black Panther:Wakanda Forever
  - 2023 - Miglior canzone originale per Lift Me Up
- Critic's Choice Awards
  - 2023 - Candidatura alla miglior canzone originale per Lift Me Up
- NAACP Image Awards
  - 2014 - Candidatura al miglior regista in un film per Fruitvale Station
  - 2015 - Miglior regista in un film per Creed
  - 2015 - Miglior sceneggiatura in un film per Creed
  - 2019 - Miglior film per Black Panther
  - 2019 - Miglior sceneggiatura per Black Panther
  - 2019 - Miglior regia in un film per Black Panther
  - 2023 - Miglior film per Black Panther:Wakanda Forever
  - 2023 - Miglior sceneggiatura in un film per Black Panther:Wakanda Forever
  - 2023 - Candidatura alla miglior regia in un film per Black Panther:Wakanda Forever
  - 2023 - Miglior colonna sonora/album di compilation per Black Panther:Wakanda Forever
- Saturn Award
  - 2018- Miglior regia per Black Panther 
  - 2018- Candidatura alla miglior sceneggiatura per Black Panther